# سنا کوماسکو
سنا کوماسکو (به ایتالیایی: Senna Comasco) یک کومونه در ایتالیا است که در استان کومو واقع شده‌است.

## خصوصیات
سنا کوماسکو ۲٫۷ کیلومترمربع مساحت و ۲٬۹۹۵ نفر جمعیت دارد و ۲۹۶ متر بالاتر از سطح دریا واقع شده‌است.